# Petite Blourde
Die Petite Blourde ist ein Fluss in Frankreich, der in der Region Nouvelle-Aquitaine verläuft. Sie entspringt im nordwestlichen Gemeindegebiet von Val-d’Oire-et-Gartempe, entwässert generell Richtung Nordwest und mündet nach rund 29 Kilometern im Gemeindegebiet von Persac, etwa 80 Meter unterhalb seines Schwesternflusses Grande Blourde, als rechter Nebenfluss in einen Nebenarm der Vienne.
Auf ihrem Weg berührt die Petite Blourde die Départements Haute-Vienne und Vienne.

## Orte am Fluss
(Reihenfolge in Fließrichtung)
- La Grande Ferrière, Gemeinde Lathus-Saint-Rémy
- Maison Celle, Gemeinde Lathus-Saint-Rémy
- La Meunière, Gemeinde Plaisance
- Moulismes
- Persac